# Oonops reddelli
Oonops reddelli är en spindelart som beskrevs av Willis J. Gertsch 1977. Oonops reddelli ingår i släktet Oonops och familjen dansspindlar. Inga underarter finns listade i Catalogue of Life.